# Hinglaj Mata
Le Hinglaj Mata (baloutche et ourdou : ہنگلاج ماتا), également connu sous les noms de Hinglaj Devi, Hingula Devi et Nani Mandir, est un temple hindou à Hinglaj, une ville de la côte de Makran située dans le district de Lasbela au Baloutchistan, au Pakistan, au milieu du parc national Hingol. C'est l'un des Shakti Pithas de la déesse hindoue Sati. Il s’agit d’une forme de Dourga ou de Devî située dans une caverne de montagne au bord de la rivière Hingol. Au cours des trois dernières décennies, l'endroit a acquis une popularité croissante et est devenu un point de convergence pour les nombreuses communautés hindoues du Pakistan. Le Hinglaj Yātrā est le plus grand pèlerinage hindou au Pakistan. Plus de 40 000 personnes participent au Hinglaj Yātrā au printemps.

## Emplacement

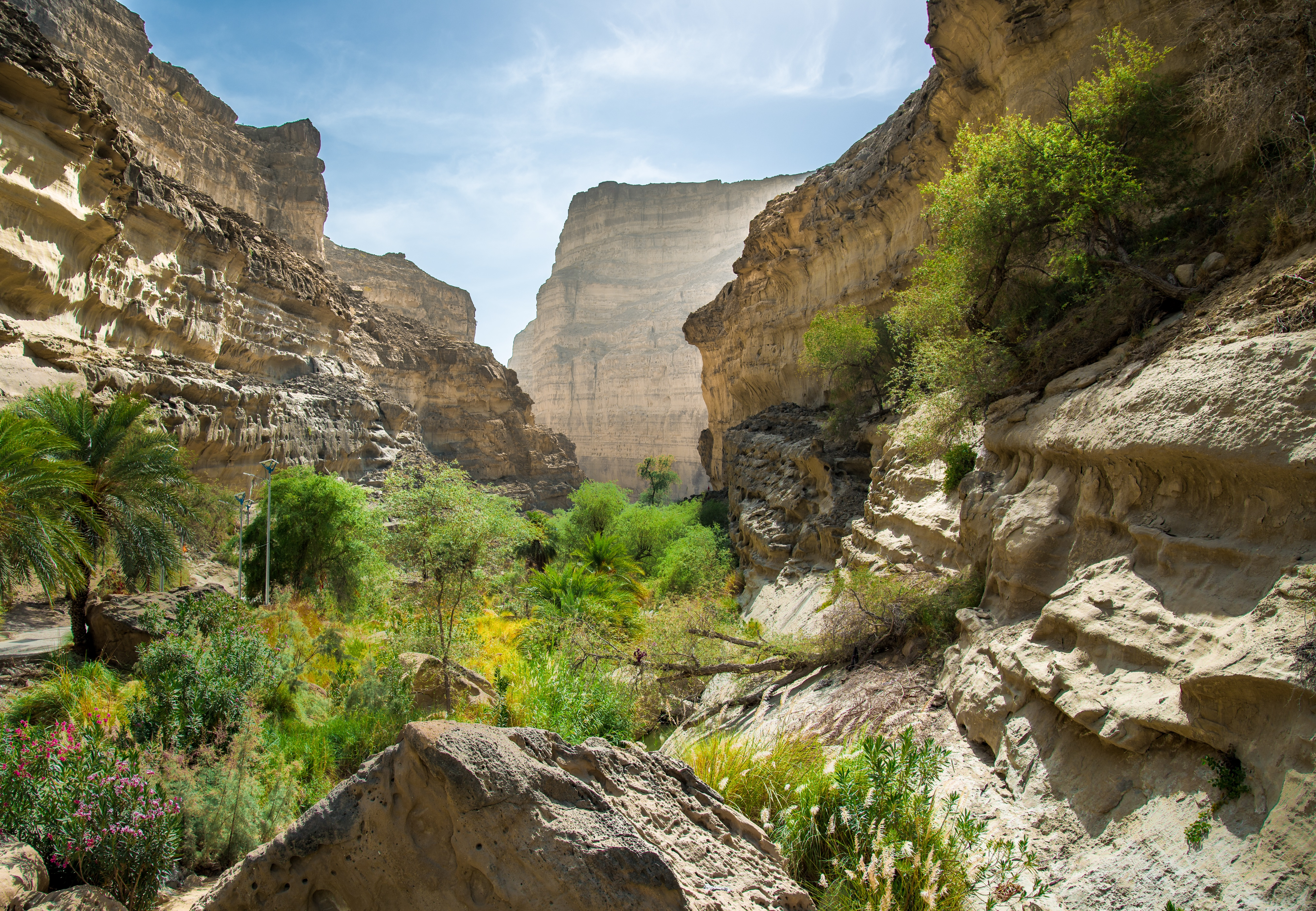
Le temple est situé dans les canyons du parc national Hingol.

Le temple troglodyte de Hinglaj Mata se trouve dans une gorge étroite dans la région reculée et vallonnée de Lyari Tehsil, dans la province du Baloutchistan, au Pakistan. Il est situé à 250 km au nord-ouest de Karachi, 20 km de la mer d’Arabie et à 129 km à l'ouest de l'embouchure de l'Indus. Il se trouve au bout de la chaîne de collines de Kheerthar, dans le désert du Makran, sur la rive ouest de la rivière Hingol ,. Le site est situé au sein du parc national Hingol .
Le sanctuaire est dans une petite grotte naturelle. Il y a un autel bas en terre cuite. Il n'y a pas d'image de la déesse créée par l'homme. Une petite pierre sans forme est vénérée sous le nom de Hinglaj Mata. La pierre est enduite de sindoor (vermillon), qui donne probablement à l'endroit son nom sanskrit Hingula, qui est la racine du nom actuel Hinglaj. 
Les autres lieux de culte dans et autour de Hinglaj sont Ganesh Deva, Mata Kali, Gurugorakh Nath Dooni, Braham Kudh, Tir Kundh, Gurunanak Kharao, Ramjarokha Bethak, Aneel Kundh Sur la montagne de Chorasi, Chandra Goop, Khaririver et Aghore Pooja.

## Importance

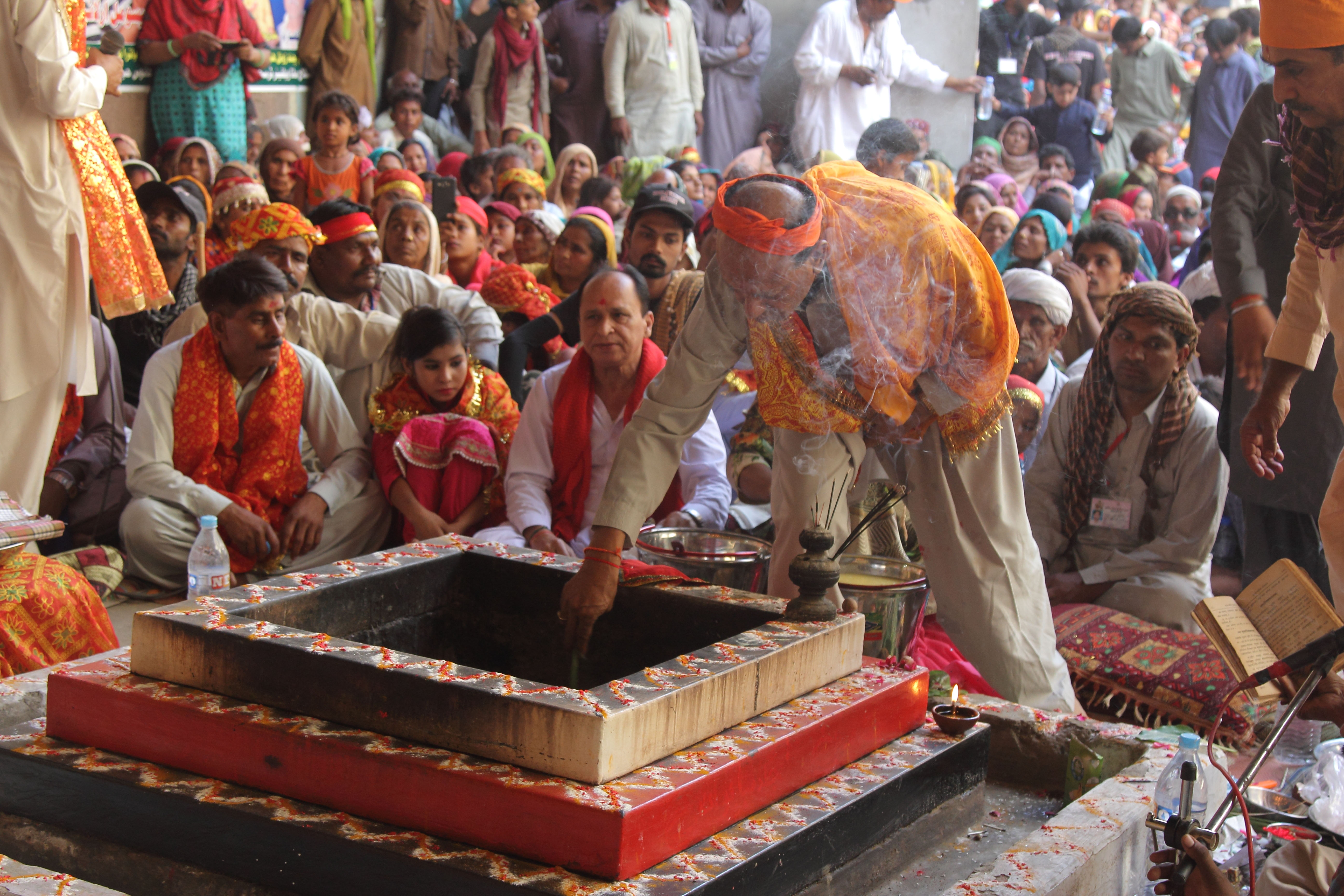
Le temple attire un grand nombre de fidèles

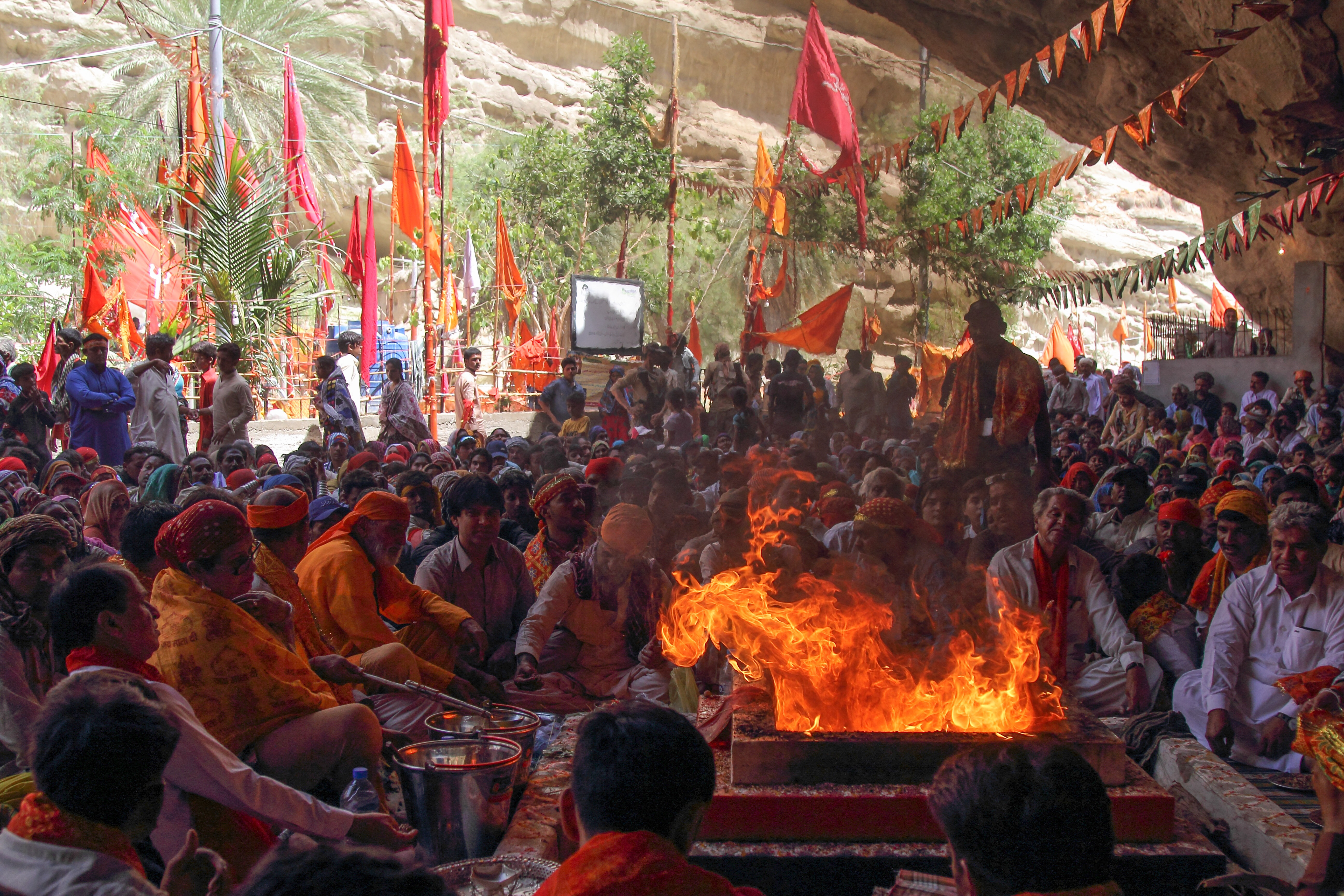
Le pèlerinage yātrā annuel du temple

On dit que Hinglaj Mata est une divinité très puissante qui apporte le bien à tous ses dévots. Bien que Hinglaj soit son temple principal, des temples qui lui sont dédiés existent dans les États indiens voisins du Gujarat et du Rajasthan. Le sanctuaire est connu sous le nom de Hingula, Hingalaja, Hinglaja et Hingulata dans les écritures hindoues, en particulier en sanskrit. La déesse est connue sous le nom de Hinglaj Mata (la mère Hinglaj), Hinglaj Devi (la déesse Hinglaj), Hingula Devi (la déesse rouge ou la déesse de Hingula)  et Kottari ou Kotavi.
La légende principale de Hinglaj Mata se rapporte à la création des Shakti Pithas. Fille du prajapati Daksha, Sati s'est mariée avec le dieu Shiva contre son gré. Daksha organise un grand yajna mais n'a pas invité Sati et Shiva. Sans y être invitée, Sati atteint le site du Yajna, où Daksha l'ignore et vilipende alors Shiva. Incapable de résister à cette insulte, Sati s'est immolée en activant ses chakras (énergie générée par sa colère).
Sati meurt, mais son cadavre n'a pas brûlé. Shiva (en tant que Virabhadra) tue Daksha pour sa responsabilité dans la mort de Sati et lui pardonne en le ressuscitant. Éploré et furieux, Shiva se met à errer dans l'univers avec le cadavre de Sati. À la fin, le dieu Vishnou démembre le corps de Sati en 108 parties, dont 52 sont tombées sur la terre et d'autres sur d'autres planètes de l'univers, devenues des Shakti Pithas, temples dédiés chacun à une forme de la déesse.
Shiva est également vénéré à chaque Shakti Pitha sous la forme de Bhairava, son homologue masculin ou le tuteur de la déesse qui préside la Pitha. On pense que la tête de Sati est tombée à Hinglaj, .
Le Kularnava Tantra mentionne 18 Pithas et mentionne Hingula comme troisième. Dans le Kubjika Tantra, Hingula fait partie des 42 Shakta ou Siddha Pithas dans lesquels Hinglaj occupe la cinquième place. La section Pithanirnaya ou Mahapithanirupana du Tantrachudamani énumère à l'origine 43 noms, mais des noms ont été ajoutés au fil du temps, ce qui en fait 51 Pithas. Il détaille les Pitha-devata ou Devi (nom de la déesse au Pitha), les Kshastradishas (Bhairava) et les anga-pratyanga (membres comprenant les ornements de Sati). Hingula ou Hingulata est le premier dans la liste, avec la anga-pratyanga étant Brahmarandhra (une suture dans la couronne de la tête). La Devi est connue sous plusieurs noms tels que Kottari, Kottavi, Kottarisha et Bhairava est Bhimalochana. Dans le Shivasharitha, Hingula est à nouveau le premier d'une liste de 55 Pithas. Brahmarandhra est l' anga-pratyanga, la déesse s'appelle Kottari et le Bhairava est Bhimalochana (situé à Koteshwar).
Dans le Chandimangal, une œuvre bengali du XVIe siècle non-scripturaire, Mukundaram énumère neuf Pithas dans la section Daksha-yajna-bhanga . Hinglaja est le dernier Pitha décrit comme étant l'endroit où le nombril de Sati est tombé.
Une autre légende raconte que Hingol et Sundar, fils de Vichitra, vivants durant la Treta yuga (deuxième des quatre siècles hindous), ont tourmenté le peuple. Pour libérer le peuple de son tyran, le dieu Ganesh tue Sundar. Le peuple prie alors Devi (la déesse hindoue) de tuer Hingol également, ce qu'elle accepte de faire. Elle suit Hingol jusqu'à la grotte, qui est actuellement le sanctuaire de Hinglaj Mata. Avant d'être tué, Hingol demande à la déesse de donner son nom à l'endroit, ce qu'elle accepte.
Une autre légende est liée à la caste Brahmakshatriya, qui vénère Hinglaj Mata en tant que divinité de la famille. Lorsque le dieu Parashurama a persécuté les kshatriyas (la caste des guerriers), certains brahmanes (caste des prêtres) ont protégé 12 kshatriyas et les ont déguisé en brahmanes, qui sont également protégés par Hinglaj Mata. Cette caste tire ses racines des Brhmakshatriyas. Une autre variante du récit est que le sage Dadhichi a fourni l'hospitalité à Ratnasena, un roi régnant dans le Sind, dans son ashram (ermitage). Cependant, Parashurama le tue alors que celui-ci s'aventure à l'extérieur. Ses fils sont restés à l'ashram. Lorsque Parashurama visite l'ashram, ils sont déguisés en brahmanes. L'un d'entre eux, Jayasena, retourne dans le Sind pour diriger le royaume, armé du mantra protecteur de Hinglaj Mata, donné par Dadhichi. Hinglaj Mata a protégé Jayasena et a ordonné à Parshurama de mettre fin à sa tuerie.
Les musulmans locaux tiennent également Hinglaj Mata en révérence et assurent la sécurité du sanctuaire. Ils appellent le temple le "Nani Mandir" (littéralement "temple de la grand-mère maternelle"). La déesse s'appelle elle-même Bibi Nani (grand-mère maternelle respectée). Bibi Nani est peut-être la même chose que la déesse Nana, qui apparaît sur les pièces de monnaie kouchanes et a été largement vénérée en Asie de l’Ouest et en Asie centrale . Les tribus musulmanes locales, suivant une tradition ancienne, rejoignent le groupe de pèlerinage et appellent le pèlerinage le "Nani Ki Haj".

## Pèlerinage annuel

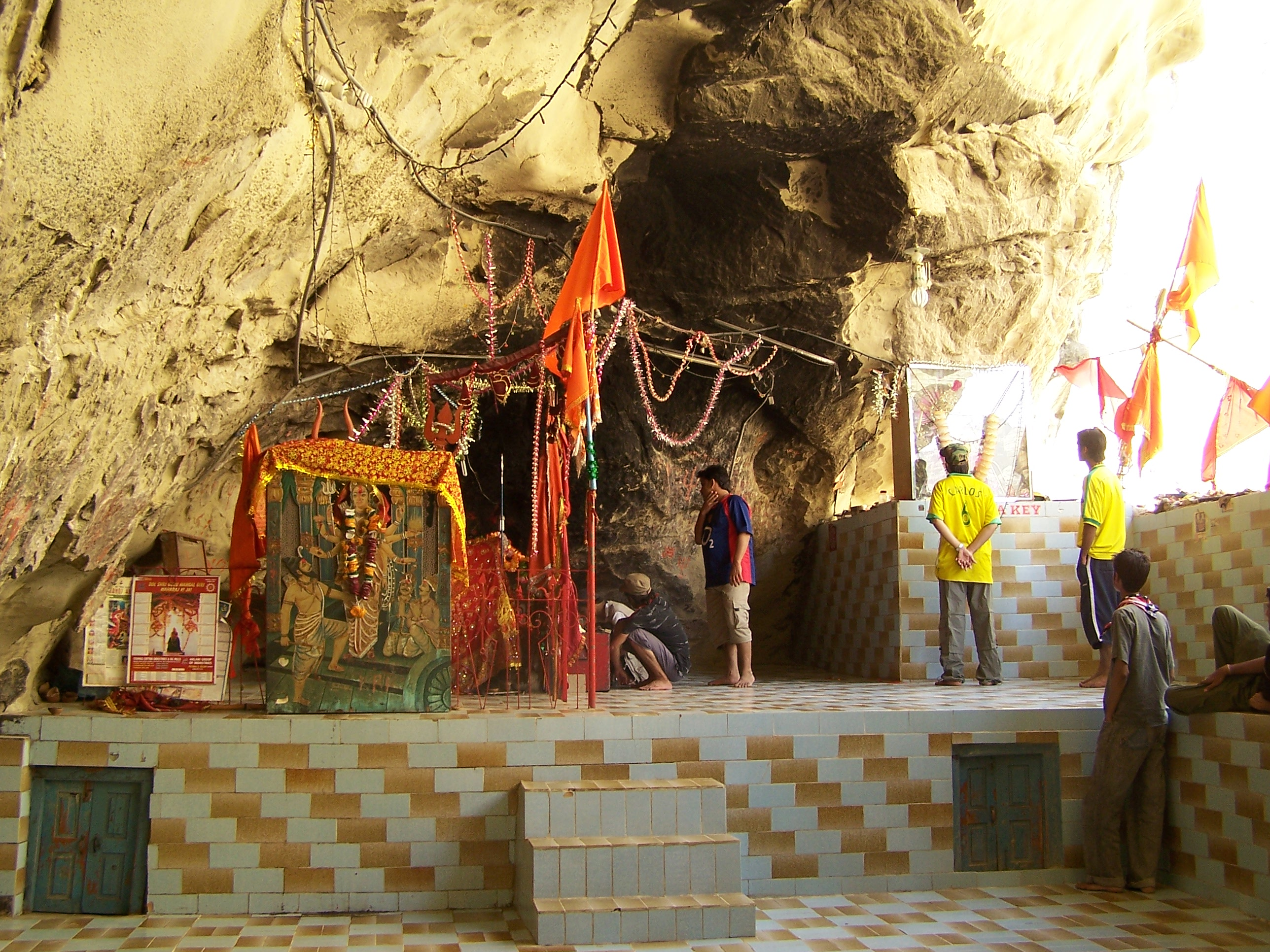
Entrée de la grotte Hinglaj Mata Mandir.

Une fois les pèlerins arrivés à Hinglaj, ils accomplissent une série de rituels, comme l’escalade des volcans de boue Chandragup et Khandewari. Les fidèles jettent des noix de coco dans les cratères du volcan Chandragup pour faire des vœux et remercier les dieux d'avoir répondu à leurs prières. Certains éparpillent des pétales de roses, d'autres peignent leur corps et leur visage avec de l'argile. Les pèlerins prennent ensuite un bain rituel dans la rivière sacrée Hingol avant de finalement s'approcher du sanctuaire marquant le lieu de repos de la déesse. Le pèlerinage annuel de quatre jours au temple Hinglaj Mata a lieu en avril. La grande cérémonie du pèlerinage a lieu le troisième jour, lorsque les prêtres du sanctuaire récitent des mantras pour appeler les dieux à accepter les offrandes apportées par les pèlerins et à les bénir. Les offrandes faites par les pèlerins à la divinité consistent principalement en trois noix de coco. Tandis que certains restent à Hinglaj pendant quatre jours, d’autres font un court voyage d’une journée.
Le pèlerinage sur le site commence traditionnellement à partir du Nanad Panthi Akhada à Karachi. Les groupes de pèlerins sont dirigés par un responsable du personnel appelé le chaadiar, autorisé par Akhada (une organisation hindoue de sadhus). Les sadhus (hommes saints) appartenant à ce groupe sont un groupe très cohérent de Hata Yogis avec une généalogie ancestrale qui leur est propre ; et ils observent aussi des rites secrets. Historiquement, peu d’entre eux peuvent faire le difficile voyage jusqu’à Hinglaj, une randonnée épuisante parcourant plus de 160 km de désert isolé jusqu’au temple. Mais ces dernières années, de nouvelles infrastructures ont permis à un nombre sans précédent de pèlerins d'entrer sur le site, modifiant ainsi les rituels séculaires.
Des pèlerins de tout le Pakistan et même d'Inde visitent le temple portant des banderoles rouges traditionnelles et portant des foulards décoratifs en or rouge, associés à des sanctuaires de déesses hindoues, en l'occurrence Hinglaj Mata. Ce qui a été autrefois un voyage de plus de 150 km à pied à travers le désert depuis la route la plus proche, est maintenant rendue facile par la route côtière de Makran reliant Karachi à Gwadar. Hinglaj est à 328 km et à près de quatre heures de route de Karachi sur la route côtière de Makran. En conséquence, le nombre de pèlerins visitant le sanctuaire a considérablement augmenté au fil des ans; le dernier chiffre rapporté [Quand ?] était de 25 000 à 30 000. Alors que la plupart des pèlerins viennent en autobus ou en voiture privée, quelques-uns se rendent à l'autel à vélo car pour les pèlerins la recherche de l'austérité attire la grâce de la divinité,,,.
Avant l’indépendance de l’Inde et du Pakistan en 1947, la population hindoue et sikhe représente 14% de la population du Pakistan. Elle est tombée à 1,6%, soit environ 3 millions, en raison de la migration de 6 millions d’hindous et de sikhs vers l’Inde. Sur ce total, près de 2,3 millions d’hindous, la plus grande concentration se trouve dans un seul district : le district de Tharparkar (Thar) de la province du Sind. Les pèlerins comprennent des marchands, des fonctionnaires, mais la majorité sont des hindous de la classe inférieure, servant de travailleurs forcés et d’ouvriers agricoles. Les costumes ruraux pakistanais sont très colorés et les femmes s'habillent de vêtements très brodés avec des bracelets ornant leurs poignets. Pour les enfants tharis employés comme serviteurs, il s’agit de leur unique moment de divertissement. Parmi les pèlerins, il y a des hindous de la classe moyenne, en particulier de Karachi, qui se trouve à proximité, qui constitue une étape sur la route du pèlerinage vers Hinglaj,,.
Le pèlerinage sert de point de rencontre pour des activités communautaires telles que la collecte de fonds pour la construction d’un temple hindou. Des centaines de volontaires participent à l'organisation : des groupes électrogènes sont installés, de vastes cuisines communautaires sont montées pour cuisiner des aliments préparés avec des tonnes d'aliments tels que du blé, du riz, des lentilles et des légumes fournis par la population locale pour nourrir les pèlerins. Trois repas sont préparés. Des installations sanitaires provisoires et des camps sont installés.
Historiquement, rares sont ceux qui ont pu faire le voyage pénible à Hinglaj, une randonnée épuisante à travers plus de 160 km de désert isolé jusqu'au site de la tête tombée de Sati. Mais ces dernières années, de nouvelles infrastructures ont permis à un nombre sans précédent de pèlerins d'entrer sur le site, modifiant ainsi les rituels séculaires.

## Kuladevi
Hinglaj Devi vénéré comme le Kuladevi (divinité de la famille ou de la caste) de Bhawsar (Bhavsar) samaj, Gosavi, Goswami (Dashnami), Brhamkshatriya (Khatri hindou), Barot (caste), Bavaliya (mer, Samaj de Saurastra). En Inde du sud, plus particulièrement dans les communautés religieuses Banjaras ou Lambadi, on vénère Hingalaj Devi en tant que membre du groupe Sathi Bhavani. L'incarnation tardive de Hingalaj Devi Jagadamba ou Merama Yadi est importante dans la communauté des Banjaras en Inde du Sud. Sevalal, adepte de Jagadamba, est également vénéré par les Banjaras dans la plupart des États du sud de l'Inde.
Selon le folklore populaire de Treta Yuga, un souverain vertueux du royaume Haihaya (à Mahishmati dans la région de Malwa), Sahastrabahu Arjuna ou Sahastararjun, plus connu sous le nom de Kartavirya Arjuna, ivre de pouvoir et d’invincibilité, finit par tuer le grand sage brahmane Jamadagni au-dessus d’une vache sacrée de Kamadhenu. Furieux de ce crime odieux, fils de Jamadagni, le seigneur Parashurama jure d'éradiquer le clan Kshatriya, assoiffé de pouvoir, de la Terre. En brandissant sa hache divine, il élimine Sahastararjun et plus tard, il sévit 21 fois sur la terre, décimant à chaque fois des rois indignes et indignes, où qu'il aille.
Terrifié par la perspective de la mort chez le seigneur Parashuram, la progéniture de Sahastararjun recherche Janaka Maharaj, l'un des plus érudits roi de Videha, qui leur conseille de demander la bénédiction de Hinglaj Mata. Le clan prie avec dévotion pour Devi à Higlaj qui est envahie par la compassion et assure un abri en son sanctuaire. Au fil du temps, lorsque le seigneur Parashuram se rend à cet endroit, il est agréablement surpris de voir le clan Kshatriya impliqué dans de nombreuses activités brahmaniques après avoir perdu les armes. Hinglaj Mata intervient en leur faveur et depuis lors, le clan a désavoué les armes. Le seigneur Parashuram leur a non seulement enseigné les Écritures et les Védas, mais aussi le tissage pour que ceux-ci puissent gagner leur vie. Le clan, avec un sentiment de soulagement, se divise en branches et se propage à travers le Sindh, le Panjab, le Rajasthan, le Madhya Pradesh, et plus tard dans le sud de l'Inde, comme Telangana, Andrapradesh et Karnataka. Et partout où ils vont, ils continuent à adorer Hinglaj Devi. Les Bhavasars, les Barot (caste), les Shimpis et les Khatris de Somavaunsha Sahasrarjun Kshatriya sont originaires de ce clan. Certains de ceux qui sont restés dans la province du Sind se sont convertis plus tard à l'islam. Il est à noter que, même pour eux, ils sont l’un des plus anciens clans non brahmiques à connaître les Védas. À ce jour, de nombreuses œuvres sont tissées et taillées.
Amba Bhavani ou Jagadamba est considérée comme l'une des incarnations ultérieures de Hinglaj Devi par les mêmes communautés qui l'adorent également principalement dans l'ouest de l'Inde.

## Voir également
- Hindouisme au Pakistan
- Shakti Pithas